# نمایندگان دائم سوئد در سازمان ملل متحد
نمایندگان دائم سوئد در سازمان ملل متحد (انگلیسی: Permanent Representative of Sweden to the United Nations) در واقع نماینده سفارت سوئد در مقر سازمان ملل متحد در نیویورک، ایالات متحده آمریکا است که از جانب دولت خود عهده‌دار این مأموریت دیپلماتیک می‌شود.
- گونار هاگلوف، ۱۹۴۷–۱۹۴۸
- سون گرافستروم، ۱۹۴۸–۱۹۵۲
- اسکار تورسینگ، ۱۹۵۲–۱۹۵۶
- گونار جارینگ، ۱۹۵۶–۱۹۵۸
- آگدا راسل، ۱۹۵۸–۱۹۶۴
- سورکر آستروم، ۱۹۶۴–۱۹۷۰
- اولوف رایدبک، ۱۹۷۰–۱۹۷۷
- آندرس تونبورگ، ۱۹۷۷–۱۹۸۲
- آندرس فرم، ۱۹۸۲–۱۹۸۸
- یان الیاسون، ۱۹۸۸–۱۹۹۲
- پیتر اسوالد، ۱۹۹۲–۱۹۹۷
- هانس دالگرین، ۱۹۹۷–۲۰۰۰
- پیر شوری، ۲۰۰۰–۲۰۰۴
- آندرس لیدن، ۲۰۰۴–۲۰۱۰
- مارتن گروندیتز، ۲۰۱۰–۲۰۱۵
- اولاف اسکوگ، ۲۰۱۵–۲۰۱۹
- آنا کارین انستروم، ۲۰۱۹-اکنون[۱]